# Big Choice
Big Choice è un album del gruppo skate punk Face to Face pubblicato nel 1994 dalla Victory Music.

## Tracce
1. Struggle – 3:07
2. I Know You Well – 2:42
3. Sensible – 2:58
4. A-OK – 2:57
5. You Lied – 3:27
6. Promises – 3:15
7. Big Choice – 3:24
8. It's Not Over – 2:26
9. Velocity – 3:17
10. Debt – 2:19
11. Late – 3:37
12. (blank) – 1:16
13. Disconnected – 3:20
14. Bikeage (cover dei Descendents) – 2:09

## Formazione
- Trever Keith - voce - chitarra
- Chad Yaro - chitarra
- Matt Riddle - basso
- Rob Kurth - batteria